# ホセフ・マルティネス
ホセフ・マルティネス  (Josef Alexander Martínez Mencia 1993年5月19日 - )は、ベネズエラ・バレンシア出身のサッカー選手。メジャーリーグサッカーのインテル・マイアミCFに所属している。ベネズエラ代表。ポジションはフォワード。

## 経歴
2010年にカラカスFCでプロデビューし、2012年にスイスのBSCヤングボーイズに移籍。加入1年目の2012-13シーズンは目立った活躍は出来なかったが、翌2013-14シーズンにレンタル移籍シーズンFCトゥーンで得点能力が開花。18試合で8得点を記録し、2014年1月にヤングボーイズに復帰。その活躍でマルティネスは国外チームから注目される存在となり、2014年7月にセリエAのトリノFCに移籍。2014年12月7日のパレルモ戦で、セリエA初ゴールを決めた。
2017年2月2日、アトランタ・ユナイテッドFCにレンタル移籍した。2017年3月21日にアトランタ・ユナイテッドFCが買取オプションを行使し、完全移籍となった。
2023年1月18日、インテル・マイアミCFに移籍した。

## タイトル

### クラブ
アトランタ・ユナイテッドFC
- MLSカップ：1回　(2018)
- USオープンカップ：1回　(2019)
- カンペオーネスカップ：1回　(2019)

インテル・マイアミCF
- リーグスカップ：1回（2023）

### 個人
- MLS得点王（英語版）：1回 (2018)
- MLSベストイレブン：3回 (2017,2018,2019)
- MLS最優秀選手賞：1回 (2018)